# Aroor
Aroor é uma vila no distrito de Alappuzha, no estado indiano de Kerala.

## Demografia
Segundo o censo de 2001, Aroor tinha uma população de 35 281 habitantes. Os indivíduos do sexo masculino constituem 49% da população e os do sexo feminino 51%. Aroor tem uma taxa de literacia de 84%, superior à média nacional de 59,5%; com 51% para o sexo masculino e 49% para o sexo feminino. 11% da população está abaixo dos 6 anos de idade.